# Julius Evola
Giulio Cesare Andrea Evola (Roma, 19 de maio de 1898 – 11 de junho de 1974), conhecido pela forma latinizada de seu nome, Julius Evola, foi um intelectual italiano, famoso por inspirar e atuar como ideólogo de certas vertentes do fascismo, e que foi conhecido por sua postura anti-cristã, abandonada quando o filósofo se converteu ao Catolicismo, se descrevendo como um católico-pagão, título que segundo o filósofo se justifica por o catolicismo ser uma crença solar que possui autenticamente e validamente elementos da religião romana e que restaurou a tradição primordial. Evola abordou temas como a filosofia, esoterismo, religiões comparadas, sexologia, história do budismo, política e práticas de ascese. Durante a juventude, foi pintor dadaísta
Evola foi uma figura controversa, idealizador de uma sociedade aristocrática e com relações próximas ao fascismo, apesar de manter uma relação conflituosa com a ideologia fascista italiana. Sua visão foi descrita como "singularmente utópica", além de promover  "um dos sistemas anti-igualitários, antiliberais, antidemocráticos e antipopulares mais radicais e consistentes do século XX".
Após a Primeira Guerra Mundial, Evola foi um artista proeminente associado ao futurismo e dadaísmo. No início da década de 1920 rompeu com a pintura e a poesia e passou a se dedicar a escritos teóricos. Em março de 1945, enquanto caminhava durante um bombardeio aliado em Viena, Evola foi atingido por um estilhaço e ficou paraplégico. Mesmo paraplégico, ele continuou a ser considerado o principal teórico do neofascismo italiano. Um relatório do governo de 1985 após um bombardeio em Bolonha identificou Evola como uma "inspiração" e "um dos gurus da extrema direita italiana". Embora seus pensamentos radicais foquem na revolução individual, as ideias de Evola ainda exercem influência ideológica em grupos extremistas e teóricos contemporâneos como Alain de Benoist e agentes políticos como Steve Bannon.

## Vida
Giulio Cesare Evola nasceu em Roma no dia 19 de maio de 1898. Os pais de Evola eram Vincenzo Evola, chefe mecânico telegráfico, e Concetta Mangiapane, relatada como proprietária de terras. Embora não fosse, Giulio Cesare Evola muitas vezes se referiu a si mesmo como um barão, em referência a uma suposta relação de descendência distante com uma família aristocrática siciliana de origem normanda antiga do Reino da Sicília.
Em 1917 é mobilizado para a Primeira Guerra Mundial como oficial de artilharia, mas não chega a combater. Após a experiência, passou a ser conhecido como pintor do dadaísmo e do futurismo, influenciado por Papini e Marinetti. Durante esta época Evola sofre uma crise existencial, que o leva a anunciar o seu suicídio. Este período está documentado nas cartas de Evola ao poeta Tristan Tzara, onde relata a experimentação da luta interior que a artista viveu entre 1920 e 1921, onde "o sofrimento agudo se alterna com o desespero".
Após este momento, sentiu-se atraído pela filosofia de Nietzsche, Michelstaedter e Otto Weininger. Contacta com a filosofia budista em 1921. A leitura desses autores, particularmente de Nietzsche, teve algumas consequências diretas para Evola: a oposição ao cristianismo, especialmente em referência à teoria do pecado e da redenção, do sacrifício divino, da graça e do amor fraterno e da igualdade. Em segundo lugar, desenvolveu uma intolerância ao mundo burguês, e o que para ele era "uma moral mesquinha e um conformismo".
Em 1926 publicou L'uomo come potenza, adotando uma visão tântrica da natureza. Evola frequentava então os círculos antroposóficos inspirados na obra Rudolf Steiner, teosóficos inspirados em H. P. Blavatsky tendo vindo a colaborar desde 1924 na revista Ultra ligada ao ambiente romano de Decio e Olga Calvari ; Ignis e Atanor (fundador:Arturo Reghini) e Bilychnis.
Na Itália vigorava o regime fascista de Mussolini, estando então Evola ligado às correntes aristocráticas antifascistas, colaborando em ll Mondo e Lo Stato democratico. Em 1928, na esteira do pensamento de Arturo Reghini, publica o livro Imperialismo pagano, crítica violenta ao catolicismo, e pede que o Fascismo rompa com a Igreja. Evola retomava ali o velho conflito entre guelfos e gibelinos, tomando partido pelos segundos, que afirmavam que o Império romano-germânico, herdeiro dos Césares de Roma era, tanto como a Igreja, uma instituição de carácter sobrenatural.

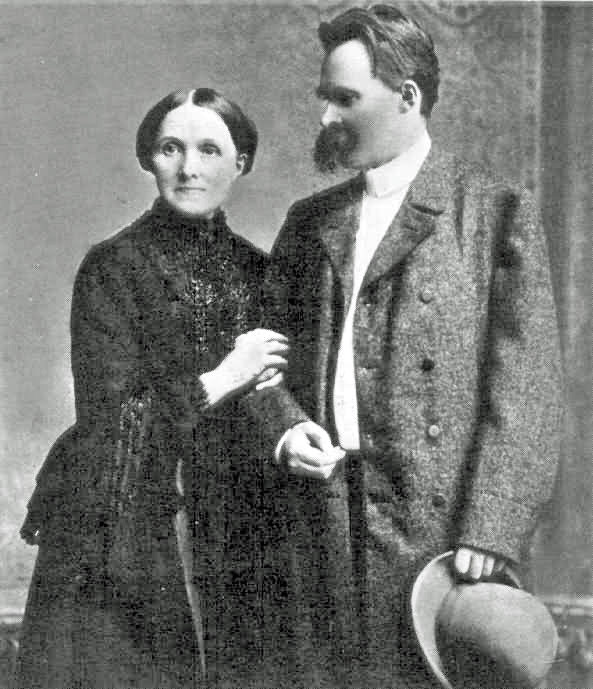
Nietzsche permaneceu sendo a maior influência de Evola, sobretudo no que diz respeito à aristocracia e ao anti-igualitarismo.

Em 1930, conclui a publicação dos dois volumes de Teoria e fenomenologia dell 'Indivíduo Assoluto, onde quer superar a dicotomia do "Eu" e "Não Eu" numa perspectiva gnóstica e budista. No mesmo ano, funda com o psicanalista Emilio Servadio, o poeta Girolamo Comi e Guido De Giorgio, a revista La Torre, caracterizada por um antimodernismo neopagão de pendor hermético, e rapidamente proibida.[carece de fontes?]

Em 1934, publica Rivolta contro il mondo moderno, considerada nos ambientes neofascistas como a sua obra mais importante. Nessa obra, como interpretação singular da ideia do mito em Schelling, introduz a visão cíclica das sociedades humanas de Jacob Bachofen, e da hipótese de Herman Wirth sobre a existência de um centro árctico primordial, Evola apela a um regresso às fontes pagãs da antiguidade e a um passado "hiperbóreo" comum às estirpes indo-europeias.
"A proclamação solene dos 'direitos do Terceiro Estado' na França representam o estágio decisivo, seguido pelas variedades da revolução burguesa da terceira casta, que empregou as ideologias liberal e democrática para os seus propósitos [...] Os esquemas revolucionário e ativistas da internacional socialista [quarta e última casta]". 
A sua aproximação ao círculo político de Mussolini dá-se durante os anos 30, quando se acende a luta entre o regime fascista e a Igreja Católica. Em 1937, Evola manifesta-se contrário ao "racismo biológico" característico do nazismo, defendendo em alternativa um "racismo espiritual", publicando em 1941 o livro Sintesi di dottrina della razza, bem acolhida no seio do regime.

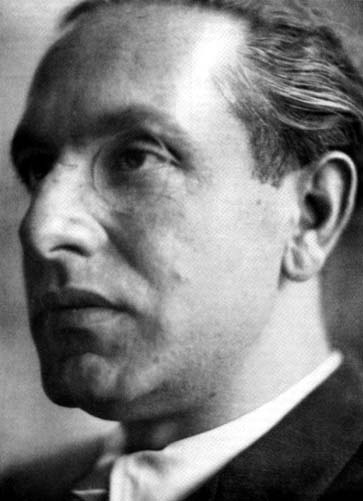
Foto aos 42 anos, antes de ficar paraplégico.

Em 1945, Evola estava em Viena quando a cidade foi bombardeada, sendo ferido na coluna vertebral e ficando com membros inferiores paralisados por lesão na medula espinhal. Após dois anos em uma clínica austríaca, foi morar em Bolonha, posteriormente se assentando em Roma, onde permaneceu até o resto da vida. Após a queda do Fascismo, Evola vai fazer uma sua avaliação crítica do regime de Mussolini — considerando-o plebeu, demagógico e estático — e lançar algumas das grandes linhas de pensamento do que virá a ser neofascismo na segunda metade do século XX.[carece de fontes?]
Publicou em vida o seu último livro em 1974: Ricognizioni, uomini e problemi. Evola sublinhou um "heróico pessimismo" e a necessidade de restaurar "valores tradicionais" sob uma nova elite. Na sua visão, a história desenvolve-se por ciclos, e o mundo moderno, que classifica de "igualitário, materialista e hedonista", dirige-se para uma crise e catástrofe final, a partir da qual uma nova elite criará um novo tipo de Estado, numa nova ordem que será a civiltà solare — uma "civilização do sol" que restabelecerá a Tradição. A Itália, sendo na sua opinião uma terra de síntese ou mistura de paganismo Nórdico e Mediterrânico, tinha potencial para liderar o processo que levará a essa nova "civilização solar".[carece de fontes?]
Ele viveu os últimos anos numa pensão de inválido de guerra fazendo traduções e escrevendo artigos, apoiado financeiramente por alguns admiradores. O scholar austríaco Hans Thomas Hakl, que visitou Evola em seus últimos anos disse que encontrou o italiano bastante descontente. Evola reclamava particularmente que, com exceção de alguns poucos jovens, ninguém queria ouvir ou ler o que ele tinha a dizer. Na ocasião, alegou que mesmo esses jovens não se envolveram com seu pensamento em um nível profundo e em vez disso, eles queriam sair imediatamente e revolucionar o mundo sem primeiro se tornarem claros em suas mentes sobre sua própria orientação espiritual.
A urna contendo as cinzas de Julius Evola, de acordo com as suas últimas vontades, foi transportada para o glaciar do Monte Rosa.

## Obra

### Como poeta
O primeiro período artístico foi o chamado idealismo sensorial. A atividade artística começa jovem: as primeiras pinturas datam de 1915, os primeiros poemas de 1916. Através de Giovanni Papini ele entrou em contato com alguns expoentes do Futurismo como Giacomo Balla e Filippo Tommaso Marinetti. Em 1919 participou na "Grande Exposição Futurista Nacional" do Palazzo Cova em Milão. Destacam-se as obras: Forja, estúdio de ruídos (por volta de 1917), Chá das cinco (por volta de 1918) e Mazzo di fiori (1917-18).

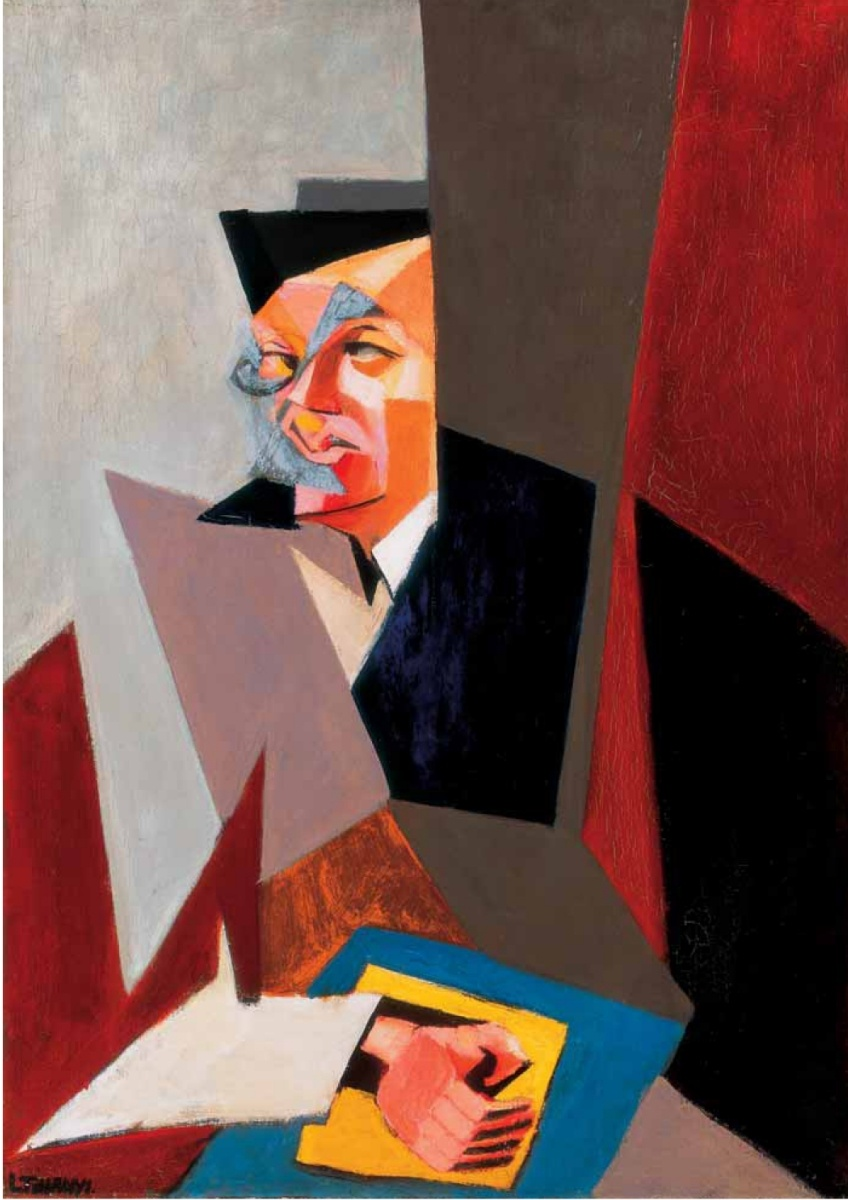
Tristan Tzara foi um dos correspondentes durante a época Dadaísta.

Em 1920 ele se juntou ao dadaísmo e entrou em correspondência com Tristan Tzara. Como pintor, tornou-se um dos principais expoentes do dadaísmo na Itália. Algumas obras importantes pertencem a esta fase: Paisagem Interior 10.30 (1918-20) e Abstração (1918-20). Neste período, realiza duas exposições individuais: a de janeiro de 1920 na casa de arte Bragaglia, em Roma, e a de janeiro de 1921, na galeria Der Sturm, em Berlim, onde apresenta sessenta de suas pinturas.
Em 1920 publicou a brochura Abstract Art for the Dada Collection. No mesmo ano fundou a revista Bleu com Gino Cantarelli e publicou o poema dada La parole obscuro du paysage intérieur em Zurique. Colabora também com as Crônicas da atualidade de Anton Giulio Bragaglia e com Noi de Enrico Prampolini. Em 1923 a atividade pictórica cessou e até 1925 fez uso de drogas com o objetivo de atingir estados alterados de consciência.

### Como escritor
Como tradutor, publicou autores como Ernst Jünger, Ortega y Gasset, Oswald Spengler, Weininger, Bachofen, Guénon e Gustav Meyrink.
Do ponto de vista acadêmico, talvez sua obra mais reconhecida tenha sido La dottrina del risveglio (1943), um ensaio sobre o ascetismo budista. Ainda assim é possível verificar modificações importantes que Evola faz a fim de aproximar o budismo de sua ideologia aristocrática. Como exemplo dessas modificações, o monge Paññobhāsa Bhikkhu, embora reconheça em parte o valor da obra, ressalta para o fato de que a palavra geralmente usada para "nobre" na língua Pali é Ariya, o equivalente em Pali do sânscrito (e inglês), Arya. Evola então traduz o que é conhecido universalmente como Quatro Nobres Verdades como "quatro verdades do Ariya", e assim segue traduzindo "o caminho óctuplo do Ariya", "a doutrina do Ariya", a fim de aproximá-las dos Indo-arianos. Em 1951 a obra foi então traduzida para o inglês por Harold Edward Musson (Ñāṇavīra Thera), monge budista Theravāda. de acordo com Evola, o livro teria recebido ainda aval da Pali Text Society.
Seja como for, Evola seria mais conhecido por sua influência ideológica exposta em suas obras mais controversas, como Rivolta contro il mondo moderno e Metafisica del sesso.

## Controvérsias
O historiador Aaron Gillette descreveu Evola como "um dos mais influentes racistas fascistas da história italiana". Evola continua a influenciar movimentos neofascistas contemporâneos.

#### A relação com o fascismo
O primeiro livro de filosofia foi publicado em 1925: Ensaios sobre o idealismo mágico. Coerente com as posições teóricas de sua segunda fase artística (abstracionismo místico), Evola se desvincula do idealismo alemão hegeliano em favor de uma liberdade interior absoluta. O pensamento deve colocar-se a tarefa de superar os limites do humano para ir em direção ao além-homem teorizado por Nietzsche. O atualismo de Giovanni Gentile torna-se assim o ponto de partida: do ego como princípio ativo da realidade em nível lógico-abstrato, ao ego como critério de poder capaz de afirmar o indivíduo absoluto.

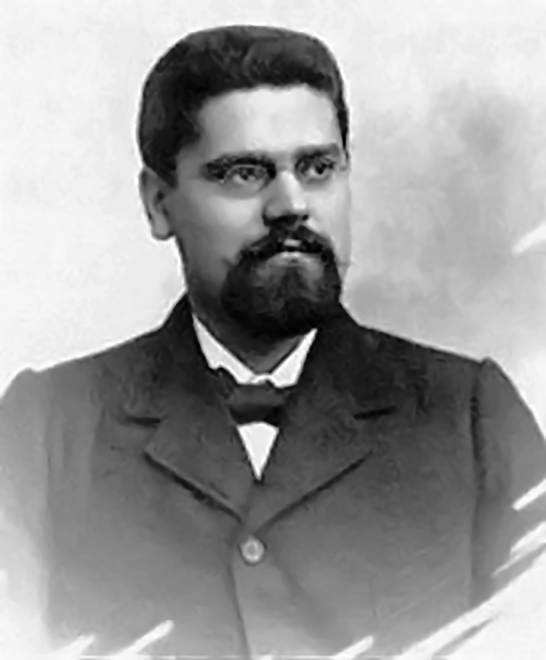
Giovanni Gentile

Gentile, filósofo ligado ao partido fascista, continuará sendo alvos de críticas de Evola, e vice-versa. Ambos estavam em posições excessivamente distantes, e também os pressupostos doutrinários e religiosos são irreconciliáveis. Gentile reconhece em Evola uma certa competência no campo esotérico-alquímico e de fato pede a Evola que cuide de um verbete para a Enciclopédia Italiana. Mesmo alguns dos alunos de Gentile dão a Evola uma certa estima, em particular Guido Calogero mas em geral Gentile sempre permanecerá objeto de duras críticas por Evola, especialmente após a guerra.
Entre 1927 e 1929 coordena o Grupo de Ur, que lida com esoterismo e pesquisa sobre tradições não-européias: uma antologia dos números publicados é posteriormente publicada em três volumes (entre 1955 e 1956 ) com o título Introdução à magia como ciência do ego. Ele conhece Arturo Reghini e lê seus escritos. Em 1928 publicou um livro que lhe trouxe grande fama: Pagan Imperialism, publicado pela editora maçônica Atanòr alguns meses antes da assinatura dos Pactos de Latrão. Neste panfleto (mais tarde traduzido para o alemão em 1933) Evola ataca violentamente o cristianismo e exorta o fascismo a redescobrir "a antiga grandeza da civilização romana".
Na obra, Evola argumenta que para criar um verdadeiro império fascista é preciso se opor à Igreja e não se relacionar com ela no mesmo nível, destruindo todas as suas influências dentro do Estado italiano, que deve essencialmente aspirar a uma revolução pagã anticristã que a Igreja em vias de extinção. O livro foi pouco apreciado pela sociedade fascista da época, despertando críticas e escárnio em relação ao seu autor que também foi acusado de plagiar as teses de um texto intitulado Pagan Imperialism escrito por Arturo Reghini em 1914 para a revista Salamandra.
A partir de 1934 Evola colaborou ativamente com a Escola de Misticismo Fascista, fundada por Niccolò Giani em 1930, realizando algumas conferências e aparecendo no conselho editorial da revista Doctrina fascista. A maioria das intervenções de Evola em conferências e escritos diz respeito principalmente ao tema do "racismo espiritual", argumento que encontra apoio tanto de Giani quanto do próprio Mussolini. Segundo Evola, no entanto, a expressão mística fascista representa uma incongruência poder falar, no máximo, de ética fascista. Isso porque na realidade o fascismo, segundo Evola, "não aborda o problema dos valores superiores, os valores do sagrado, somente em relação ao qual se pode falar de misticismo".
Após o final da Segunda Guerra Mundial, em 1951 Evola foi preso sob a acusação de ser o inspirador de alguns grupos neofascistas: este é o julgamento do FAR (Fasci di Action Revolutionaria). Nesta ocasião Evola é defendido gratuitamente pelo advogado Francesco Carnelutti e pelo ex-ministro do RSI Piero Pisenti e ele próprio fala em sua defesa perante o Tribunal. Pino Rauti lembra que Evola foi levado para a 1ª Seção do Tribunal de Julgamentos de Roma em um pano nas mãos de quatro detentas, que foram transformadas em enfermeiras para a ocasião, pois não havia cadeira de rodas em no tribunal. Durante o julgamento, Evola negou ser fascista e se referiu a si mesmo como um "superfascista". Com relação a essa afirmação, a historiadora Elisabetta Cassina Wolff escreveu que "não está claro se isso significa que Evola estava se colocando acima ou além do fascismo".
O julgamento da FAR termina em 20 de novembro de 1951 com a absolvição total de Evola. Embora tenha sido absolvido, sua ligação em relação ao fascismo continua sendo alvo de debates. O escritor Marcello Veneziani, em relação à acusação feita contra Evola de ser o inspirador e ideólogo das FAR, escreve que "[...] os erros cometidos por aqueles que tentaram traduzir Evola no terreno sísmico da política pertencem para quem os fez e não em Evola". Giorgio Galli mantém uma tese semelhante, destacando também como o próprio Evola é muito polêmico em relação às interpretações que alguns fazem de seus textos, especialmente em relação aos primeiros escritos. Felice Pallavicini, apesar de partidário e simpatizante de Evola, define sua influência sobre os jovens neofascistas: "Ele não fazia engenhos explosivos, não era o líder de um bando de bombistas, mas as ideias produzem factos, consequências [... ] Bem, o evolucionismo produziu fascismo, racismo e antissemitismo. A revolta só faz sentido se a destruição seguir a reconstrução, mas Evola só teve a preocupação de destruir.
Evola escreve em L'Italiano: "Certamente não é minha culpa que alguns jovens tenham feito uso arbitrário, confuso e não muito sério de algumas ideias escritas em meus livros, trocando planos muito diferentes".

### Racismo
De acordo com Furlong, Evola desenvolveu "a lei da regressão das castas" em "Revolta contra o Mundo Moderno". Evola escreveu vários artigos sobre o racismo a partir da década de 1930 e do período da Segunda Guerra Mundial. Na visão de Evola, "poder e civilização progrediram de uma para outra das quatro castas — líderes sagrados, nobreza guerreira, burguesia (economia, 'mercadores') e escravos". Furlong explica: "Para Evola, o núcleo da superioridade racial estava nas qualidades espirituais das castas superiores, que se expressavam tanto em características físicas como culturais, mas não eram determinadas por elas. A lei da regressão das castas coloca o racismo no centro da filosofia de Evola, uma vez que ele vê uma crescente predominância de "raças inferiores" expressas diretamente através das modernas democracias de massa." Ainda que admitisse que não havia determinação das castas e que uma casta poderia ascender graças à acção individual, Evola permaneceu tendo opiniões muito duras em relação àqueles que ainda não haviam manifestado o desejo de ascender espiritualmente.
Em 1941, o livro de Evola, Síntese da Doutrina da Raça foi publicado por Hoepli. Ele fornece uma visão geral de suas ideias sobre raça e eugenia, introduzindo o conceito de "racismo espiritual", e "racismo esotérico-tradicionalista".
Antes do fim da guerra, Evola usou com frequência o termo "ariano" para qualificar a nobreza, que em sua visão estava imbuída nos povos indo-arianos que ostentavam a "espiritualidade tradicional". Wolff observa que Evola parece ter parado de escrever sobre raça em 1945, mas acrescenta que os temas intelectuais dos escritos de Evola continuaram inalterados. Seguindo Nietzsche e adapatando para sua versão de castas, Evola continuou a escrever sobre o elitismo e seu desprezo pelos fracos. Sua "doutrina da super-raça ariana-romana" foi reafirmada como uma doutrina dos "líderes dos homens", não mais com referência às SS, mas aos cavaleiros teutônicos medievais dos Cavaleiros Templários, já mencionados em "Revolta contra o Mundo Moderno".
Evola mencionou ainda "raças não-europeias inferiores". Ele escreveu: "uma certa consciência equilibrada de raça pode ser considerada saudável" num tempo em que "a exaltação do negro e de todo o resto, a psicose anticolonialista e o fanatismo integracionista [são] todos fenômenos paralelos do declínio da Europa e do mundo ocidental". Embora não fosse totalmente contra a mistura racial, em 1957, Evola escreveu um artigo atribuindo a percepção da aceleração da decadência americana à influência dos" negros "e a oposição à segregação. Furlong observou que este artigo está "entre os mais extremos em fraseologia de qualquer um que ele escreveu, e exibe um grau de intolerância que não deixa dúvidas quanto ao seu profundo preconceito contra os negros".

### Antissemitismo
A concepção de Evola não enfatizava a concepção racial nazista dos judeus como "representantes de uma raça biológica": na opinião de Evola, os judeus eram "os portadores de uma visão de mundo… um espírito [que] correspondia às " piores "e" mais " decadentes características da modernidade: democracia, igualitarismo e materialismo ".

### Anticristianismo
Ainda que seu anticristianismo tenha sido fortemente influenciado por Nietzsche, Evola se baseava em interpretações próprias para tentar fundamentar sua crítica. Ele lamentava a ascensão do cristianismo e a extinção das culturas pagãs que o precederam, ele reconheceu o período medieval como um último suporte para a civilização ariana e a última manifestação significativa dela. De acordo com Evola, o Império Romano contrabalanceava os efeitos perniciosos do cristianismo e "da degeneração geral": o Sacro Império Romano, liderado por um Kaiser, ou César. Nesta histórica luta pelo poder entre o Papa e o Kaiser, Evola se aliou vigorosamente ao Kaiser e teria sido um gibelino firme durante os dias em que a luta ainda estava viva. Por conta dessas posições, o então futuro Papa Paulo VI classificou Evola como "um anticlerical febril cujas obras obstrucionistas e anticatólicas eram quase totalmente desprovidas de significado — mas que, no entanto, criavam tensões entre a Igreja e o Estado."

### Visões sobre gênero e seus papéis
Evola sustenta, retomando algumas teses de Sex and Character, de Otto Weininger, que homem e mulher são elementos polares opostos inseridos no binômio em que se baseia o mundo (o homem representa elementos como o sol, o fogo, o céu enquanto a mulher lua, água, terra, etc.) e essas duas partes inevitavelmente se influenciam, embora Evola ainda afirme que o princípio do homem é auto-suficiente enquanto o da mulher deve depender dele para existir. Qualquer equalização de papéis e direitos seria, portanto, um erro para Evola, uma abdicação de seu próprio papel hierárquico espiritual tendendo à virilidade e à feminilidade absoluta.
Evola acreditava que as alegadas qualidades superiores esperadas de um homem de uma determinada raça não eram as esperadas de uma mulher da mesma raça. Ele sustentou que "relações justas entre os sexos" envolviam mulheres reconhecendo sua "desigualdade" com os homens. Em 1925, ele escreveu um artigo intitulado "La donna come cosa" ("Mulher como Coisa"). Evola citou mais tarde a afirmação de Joseph de Maistre de que "a mulher não pode ser superior exceto como mulher, mas a partir do momento em que ela deseja imitar o homem, ela não passa de um macaco".
Evola considerava as religiões matriarcais como um sintoma de decadência e preferia um ethos guerreiro hiper-masculino.

## Influência
A influência de Evola tem sido difícil de se dimensionar, dado a dispersão de seus leitores e a pouca recepção acadêmica de sua obra. À época, sabe-se que o líder fascista italiano Benito Mussolini, o medievalista que aderiu ao nazismo Otto Rahn e o historiador romeno Mircea Eliade demostraram admiração por Evola. Ñāṇavīra Thera disse ter se inspirado para se tornar um bhikkhu ao ler o texto de Evola A Doutrina do Despertar em 1945 enquanto estava hospitalizado em Sorrento. Sabe-se ainda que o grande filósofo alemão Martin Heidegger leu e citou ao menos uma vez a obra de Evola, embora sua influência sobre Heidegger seja desconhecida.
Além disso, ele é popular em círculos marginais, em grande parte devido a suas crenças extremamente metafísicas, mágicas e sobrenaturais (incluindo fantasmas, telepatia e alquimia, ainda que entendidos de maneira simbólica). Muitas das teorias e escritos de Evola estavam centrados em seu misticismo idiossincrático, ocultismo e estudos religiosos esotéricos, e este aspecto de seu trabalho influenciou ocultistas e esotéricos.
Na Itália, há um grande número de seguidores nos círculos conservadores italianos e europeus, desde os mais radicais do neofascismo (Franco Freda, Adriano Romualdi, Pino Rauti e Enzo Erra do Centro de Estudos da Nova Ordem) até aqueles representados por expoentes da direita mais moderada (Giano Accame, Marcello Veneziani). Evola também foi considerado um dos principais ideólogos do terrorista de extrema-direita durante os Anos de Chumbo e suas obras também são apreciadas por algumas franjas do fundamentalismo islâmico. Umberto Eco referiu-se a Evola como a "fonte teórica mais influente das teorias da nova direita italiana" e como "um dos gurus fascistas mais respeitados". A influência do italiano na Russia também é relevante. Evola chegou a ser abordado em canais televisivos russos, dedicados a difundir seu pensamento.
Mais recentemente, vimos a influência de Evola sobre o analista político russo Alexandr Dugin e sobre o ex-assessor-chefe de Donald Trump, Steve Bannon.
Na América Latina e em Portugal a influência de Evola é fragmentada, com publicações de boletins e encontros ocasionais de grupos e leitores. Embora nem todos membros estejam interessados ou concordem com sua ideologia, atualmente podemos ver membros ligados ao Governo Jair Bolsonaro admiradores de Evola mais atuantes em funções políticas.
Suas obras foram traduzidas e publicadas na Alemanha, França, Espanha, Portugal, Bélgica, Grécia, Suíça, Grã-Bretanha, Rússia, Estados Unidos, México, Canadá, Romênia, Argentina, Brasil, Hungria, Polônia e Turquia.

## Selecção de obras em italiano
- Arte Astratta, posizione teorica, 1920, Maglione e Strini, Roma
- La parole obscure du paysage intérieur 1921, Collection Dada, Roma-Zurigo
- Tao-Tê-Ching di Lao-tze 1923[79]
- Saggi sull'idealismo magico 1925, Atanòr, Todi-Roma
- L'individuo e il divenire del mondo 1926, Libreria di Scienze e Lettere, Roma
- L'uomo come potenza 1926, Atanòr, Todi-Roma
- Teoria dell'individuo assoluto 1927, Bocca, Torino
- Imperialismo pagano 1928, Atanòr, Todi-Roma
- Fenomenologia dell'individuo assoluto 1930, Bocca, Torino
- La tradizione ermetica 1931, Laterza, Bari [tr. Port.: Lisboa, 1979]
- Maschera e volto dello spiritualismo contemporaneo 1932, Bocca, Torino
- Rivolta contro il mondo moderno 1934, Hoepli, Milano
- Tre aspetti del problema ebraico 1936, Mediterranee, Roma
- Israele, il suo passato, il suo avvenire, La vita italiana (Aug 1937).
- Il mistero del Graal 1937a, Laterza, Bari
- Il mito del sangue 1937b, Hoepli, Milano
- Indirizzi per una educazione razziale 1941a, Conte, Napoli
- Sintesi di dottrina della razza 1941b, Hoepli, Milano
- La dottrina del risveglio 1943, Laterza, Bari
- Lo Yoga della potenza [revisão de L'Uomo come Potenza] 1949, Bocca, Torino
- Orientamenti 1950, Imperium, Roma
- Gli uomini e le rovine (Men Among the Ruins) 1953, Edizioni dell'Ascia, Roma
- Introduzione alla Magia quale Scienza dell'Io [ed. por Julius Evola]. Roma, Bocca, 1955, 3voll. — Roma, Edizioni Mediterranee, 1971,3voll..
- Metafisica del sesso 1958, Atanòr, Todi-Roma
- L'«Operaio» nel pensiero di Ernst Jünger 1959, Armando, Roma
- Cavalcare la tigre 1961, Vanni Scheiwiller, Milano
- Il cammino del cinabro 1963a, Vanni Scheiwiller, Milano [" Nuova edizione con immagini e documenti inediti e un saggio introduttivo di Geminello Alvi". Roma, Edizioni Mediterranee, 2014]
- Il Fascismo. Saggio di una analisi critica dal punto di vista della destra 1963b, Volpe, Roma
- L'arco e la clava 1968, Vanni Scheiwiller, Milano
- Raâga Blanda 1969, Vanni Scheiwiller, Milano
- Ricognizioni. Uomini e problemi 1974, Mediterranee, Roma
- Iagla (Julius Evola), 'Esperienze: La legge degli enti', KUR (1929)
- Civiltà americana. Scritti sugli Stati Uniti (1930-1968) (2010)
- MASSIME DI SAGGEZZA PAGANA
- Il Maestro della Tradizione: Dialoghi su Julius Evola. Naples: Controcorrente 2008
- Iagla (Julius Evola), 'Sulle acque corrosive', UR (1928)